# Elasis hirsuta
Elasis hirsuta är en himmelsblomsväxtart som först beskrevs av Carl Sigismund Kunth, och fick sitt nu gällande namn av David Richard Hunt. Elasis hirsuta ingår i släktet Elasis och familjen himmelsblomsväxter. Inga underarter finns listade.